# Nils Habbe
Nils Habbe (* 24. November 1976 in Herten) ist ein deutscher Chirurg.

## Leben
Habbe studierte an der Philipps-Universität Marburg Medizin. Bei seinem Corps Hasso-Nassovia war er zweimal Senior, je einmal Consenior, Subsenior und Fuchsmajor sowie SC-Senior und Sekundant, später auch Paukarzt. Im Frühjahr 2004 bestand er das Staatsexamen mit der Gesamtnote „sehr gut“. 2005 wurde er in Marburg zum Dr. med. promoviert. Danach war er als Postdoc an der Johns Hopkins School of Medicine in Baltimore. 
An der Klinik für Viszeral-, Thorax- und Gefäßchirurgie des Universitätsklinikums Marburg durchlief er die Facharztausbildung in Chirurgie. Er ging als Oberarzt an die Klinik für Allgemein- und Viszeralchirurgie im Universitätsklinikum Frankfurt am Main. 2014 habilitierte er sich. Im März 2017 wurde er als chirurgischer Chefarzt an die Deutsche Klinik für Diagnostik berufen. Habbes Schwerpunkte sind der Bauchspeicheldrüsenkrebs und die Proktologie. Am 24. Januar 2018 wurde er zum apl. Professor der Johann Wolfgang Goethe-Universität Frankfurt am Main ernannt. Dort lehrt er Koloproktologie.

## Auszeichnungen
- Klinggräff-Medaille (2005)
- Theodor-Billroth-Preis der Deutschen Gesellschaft für Allgemein- und Viszeralchirurgie (2015)[6]
- Travel Award der American Pancreatic Association

## Publikationen
- mit Maximilian Leiblein, D. Ullrich, Michael Keese, Ingo Marzi, Mark Lehnert: Case report-delayed splenic rupture in combination with medial femoral neck fracture after low energy trauma. Development of hemorrhagic shock 5 days after hip prosthesis due to a rare cause. In: Trauma Case Reports. Bd. 2, 2016, S. 1–5, doi:10.1016/j.tcr.2016.01.001.